# Monika Wicki
Monika Theresa Wicki (* 29. Dezember 1967 in Dielsdorf) ist eine Schweizer Erziehungswissenschaftlerin an der Interkantonalen Hochschule für Heilpädagogik (HfH) in Zürich und Zürcher Kantonsrätin (SP).

## Werdegang
Monika Wicki studierte Erziehungswissenschaft, Soziologie und Psychologie an der Universität Zürich und promovierte 2008. Sie arbeitete als wissenschaftliche Assistentin am Lehrstuhl für Allgemeine Pädagogik der Universität Zürich. Seit 2010 arbeitet sie als wissenschaftliche Mitarbeiterin an der Interkantonalen Hochschule für Heilpädagogik in Zürich, seit 2019 als Professorin für Special Needs Educational Governance am Institut für Professionalisierung und Systementwicklung.
Die Forschungsschwerpunkte sind regulatorische Rahmenbedingungen, Finanzierungsmechanismen und Qualitätssicherung heil- und sonderpädagogischer Angebote, Ressourcensteuerung in inklusiven Bildungssystemen sowie Diskurs der Heil- und Sonderpädagogik. Im Bereich Erwachsene und alte Menschen mit Behinderung liegen in den Themenbereichen Intellektuelle Beeinträchtigung, Zukunftsplanung, Palliative Care, Betreuung in den Wohnheimen der Behindertenhilfe und Beurteilung der Urteilsfähigkeit.
Seit August 2014 ist Wicki im Zürcher Kantonsrat und Mitglied der Kommission für Bildung und Kultur (KBIK).